# Eerste divisie 1990/91
Het seizoen 1990/91 van de Nederlandse Eerste divisie had De Graafschap als kampioen. De club uit Doetinchem promoveerde daarmee naar de Eredivisie. Via de nacompetitie wist ook VVV door winst op NAC te promoveren en NAC kon hierna in de herkansing niet imponeren tegen SVV.

## Reguliere competitie

### Deelnemende teams
| Club               | Plaats           | Accommodatie       | Capaciteit | Trainer                          |
| ------------------ | ---------------- | ------------------ | ---------- | -------------------------------- |
| AZ                 | Alkmaar          | Alkmaarderhout     | 8.914      | Henk Wullems                     |
| BV Veendam         | Veendam          | De Langeleegte     | 13.000     | Thiemo Meertens Jan Korte (a.i.) |
| BVV Den Bosch      | 's-Hertogenbosch | De Vliert          | 25.000     | Hans van der Pluijm              |
| Cambuur Leeuwarden | Leeuwarden       | Cambuurstadion     | 16.000     | Rob Baan                         |
| De Graafschap      | Doetinchem       | De Vijverberg      | 12.500     | Simon Kistemaker                 |
| Dordrecht '90      | Dordrecht        | Krommedijk         | 12.000     | Hans Verèl                       |
| Eindhoven          | Eindhoven        | Aalsterweg         | 27.000     | Mario Verlijsdonk                |
| Emmen              | Emmen            | Meerdijk           | 12.000     | Ben Hendriks                     |
| Excelsior          | Rotterdam        | Woudestein         | 11.000     | Sándor Popovics                  |
| FC Haarlem         | Haarlem          | Jan Gijzenkade     | 14.500     | Ted Immers                       |
| FC Wageningen      | Wageningen       | De Wageningse Berg | 16.000     | Piet Buter                       |
| FC Zwolle          | Zwolle           | Oosterenkstadion   | 15.000     | Theo de Jong                     |
| Go Ahead Eagles    | Deventer         | De Adelaarshorst   | 20.000     | Jan Versleijen                   |
| Helmond Sport      | Helmond          | De Braak           | 4.200      | Frans Körver                     |
| Heracles '74       | Almelo           | Bornsestraat       | 8.000      | Henk ten Cate                    |
| NAC                | Breda            | Beatrixstraat      | 12.000     | Cor Pot                          |
| RBC                | Roosendaal       | De Luiten          | 5.900      | Wally Jansen                     |
| Telstar            | Velsen-IJmuiden  | Schoonenberg       | 18.000     | Niels Overweg                    |
| VC Vlissingen      | Vlissingen       | Irislaan           | 5.000      | Jo Jansen                        |
| VVV                | Venlo            | De Koel            | 20.000     | Henk Rayer                       |

### Eindstand
| pos | club               | gs | w  | g  | v  | pnt | dv | dt | ds  |
| --- | ------------------ | -- | -- | -- | -- | --- | -- | -- | --- |
| 1.  | De Graafschap      | 38 | 25 | 11 | 2  | 61  | 84 | 34 | 50  |
| 2.  | NAC                | 38 | 21 | 14 | 3  | 56  | 94 | 50 | 44  |
| 3.  | VVV                | 38 | 21 | 7  | 10 | 49  | 73 | 46 | 27  |
| 4.  | AZ                 | 38 | 15 | 15 | 8  | 45  | 56 | 38 | 18  |
| 5.  | Helmond Sport      | 38 | 14 | 16 | 8  | 44  | 57 | 43 | 14  |
| 6.  | SC Heracles '74    | 38 | 13 | 18 | 7  | 44  | 50 | 36 | 14  |
| 7.  | Go Ahead Eagles    | 38 | 14 | 15 | 9  | 43  | 57 | 43 | 14  |
| 8.  | Dordrecht '90      | 38 | 15 | 13 | 10 | 43  | 63 | 51 | 12  |
| 9.  | Eindhoven          | 38 | 17 | 8  | 13 | 42  | 54 | 52 | 2   |
| 10. | RBC                | 38 | 12 | 15 | 11 | 39  | 65 | 56 | 9   |
| 11. | Cambuur Leeuwarden | 38 | 12 | 13 | 13 | 37  | 41 | 47 | -6  |
| 12. | Emmen              | 38 | 10 | 16 | 12 | 36  | 54 | 67 | -13 |
| 13. | Telstar            | 38 | 9  | 15 | 14 | 33  | 51 | 58 | -7  |
| 14. | FC Haarlem         | 38 | 11 | 10 | 17 | 32  | 52 | 78 | -26 |
| 15. | FC Wageningen      | 38 | 10 | 10 | 18 | 30  | 71 | 82 | -11 |
| 16. | FC Zwolle          | 38 | 8  | 14 | 16 | 30  | 40 | 60 | -20 |
| 17. | BVV Den Bosch      | 38 | 9  | 11 | 18 | 29  | 54 | 60 | -6  |
| 18. | BV Veendam         | 38 | 5  | 15 | 18 | 25  | 47 | 78 | -31 |
| 19. | Excelsior          | 38 | 8  | 7  | 23 | 23  | 50 | 82 | -32 |
| 20. | VC Vlissingen      | 38 | 6  | 7  | 25 | 19  | 35 | 87 | -52 |

#### Legenda
| Kleur | Kwalificatie voor                             |
| ----- | --------------------------------------------- |
|       | Promotie naar de Eredivisie                   |
|       | Nacompetitie voor promotie naar de Eredivisie |

### Uitslagen
|                    | AZ    | DBO   | CAM   | D90   | EVV   | EMM   | EXC   | GAE   | GRA   | HFC   | HSP   | HER   | NAC   | RBC   | TEL   | VEE   | VLI   | VVV   | WAG   | ZWO   |
| ------------------ | ----- | ----- | ----- | ----- | ----- | ----- | ----- | ----- | ----- | ----- | ----- | ----- | ----- | ----- | ----- | ----- | ----- | ----- | ----- | ----- |
| AZ                 |       | 0 – 0 | 2 – 1 | 1 – 0 | 1 – 1 | 2 – 1 | 3 – 0 | 2 – 4 | 0 – 0 | 0 – 3 | 0 – 0 | 1 – 1 | 4 – 1 | 2 – 2 | 0 – 1 | 3 – 1 | 6 – 1 | 1 – 0 | 3 – 1 | 4 – 1 |
| BVV Den Bosch      | 0 – 1 |       | 0 – 2 | 1 – 1 | 0 – 1 | 1 – 2 | 2 – 0 | 3 – 1 | 0 – 2 | 1 – 1 | 1 – 3 | 1 – 1 | 2 – 1 | 3 – 0 | 0 – 0 | 5 – 1 | 1 – 1 | 1 – 2 | 1 – 2 | 4 – 1 |
| Cambuur Leeuwarden | 0 – 1 | 3 – 1 |       | 2 – 2 | 1 – 1 | 1 – 0 | 1 – 0 | 1 – 0 | 0 – 0 | 3 – 0 | 3 – 1 | 2 – 0 | 1 – 2 | 1 – 1 | 1 – 1 | 0 – 0 | 3 – 3 | 0 – 0 | 1 – 1 | 1 – 0 |
| Dordrecht '90      | 0 – 0 | 2 – 2 | 1 – 0 |       | 3 – 3 | 1 – 1 | 5 – 1 | 2 – 1 | 2 – 2 | 2 – 3 | 2 – 0 | 1 – 1 | 2 – 2 | 0 – 3 | 2 – 0 | 1 – 1 | 1 – 0 | 6 – 2 | 3 – 0 | 2 – 0 |
| Eindhoven          | 1 – 0 | 2 – 1 | 1 – 3 | 0 – 0 |       | 3 – 0 | 2 – 0 | 0 – 1 | 1 – 0 | 3 – 1 | 0 – 0 | 2 – 1 | 3 – 0 | 0 – 1 | 2 – 3 | 2 – 0 | 3 – 1 | 0 – 3 | 2 – 3 | 1 – 1 |
| Emmen              | 2 – 2 | 2 – 1 | 1 – 0 | 1 – 2 | 2 – 2 |       | 3 – 2 | 2 – 2 | 3 – 3 | 3 – 3 | 1 – 1 | 1 – 1 | 2 – 2 | 0 – 1 | 2 – 2 | 1 – 0 | 1 – 0 | 2 – 3 | 3 – 1 | 2 – 2 |
| Excelsior          | 0 – 1 | 2 – 2 | 0 – 2 | 0 – 2 | 1 – 4 | 1 – 1 |       | 0 – 0 | 0 – 2 | 2 – 4 | 0 – 1 | 1 – 4 | 0 – 4 | 5 – 1 | 2 – 2 | 5 – 1 | 4 – 2 | 3 – 0 | 2 – 2 | 0 – 0 |
| Go Ahead Eagles    | 2 – 0 | 2 – 1 | 2 – 0 | 0 – 1 | 2 – 0 | 1 – 0 | 5 – 1 |       | 1 – 1 | 1 – 1 | 0 – 0 | 1 – 2 | 0 – 0 | 1 – 1 | 1 – 1 | 2 – 2 | 1 – 0 | 4 – 1 | 3 – 1 | 4 – 2 |
| De Graafschap      | 3 – 2 | 5 – 0 | 1 – 1 | 3 – 0 | 3 – 1 | 2 – 1 | 4 – 2 | 2 – 1 |       | 2 – 1 | 3 – 1 | 0 – 1 | 0 – 0 | 3 – 0 | 2 – 1 | 4 – 2 | 3 – 0 | 1 – 1 | 4 – 4 | 3 – 1 |
| FC Haarlem         | 0 – 4 | 3 – 2 | 2 – 0 | 1 – 2 | 0 – 3 | 1 – 1 | 2 – 1 | 1 – 1 | 1 – 4 |       | 1 – 1 | 0 – 0 | 0 – 0 | 3 – 2 | 1 – 0 | 1 – 1 | 2 – 0 | 0 – 3 | 4 – 3 | 1 – 2 |
| Helmond Sport      | 1 – 0 | 2 – 1 | 2 – 0 | 3 – 0 | 2 – 0 | 0 – 0 | 0 – 0 | 3 – 3 | 0 – 0 | 5 – 1 |       | 0 – 0 | 2 – 2 | 1 – 1 | 2 – 2 | 2 – 3 | 3 – 1 | 1 – 2 | 3 – 1 | 4 – 2 |
| SC Heracles '74    | 1 – 1 | 1 – 1 | 0 – 0 | 1 – 0 | 4 – 0 | 2 – 0 | 1 – 3 | 2 – 2 | 0 – 1 | 3 – 1 | 0 – 2 |       | 0 – 3 | 1 – 1 | 0 – 0 | 2 – 0 | 1 – 0 | 1 – 1 | 1 – 1 | 1 – 1 |
| NAC                | 4 – 3 | 3 – 1 | 5 – 2 | 2 – 1 | 3 – 0 | 7 – 1 | 5 – 0 | 0 – 0 | 2 – 2 | 6 – 4 | 2 – 0 | 2 – 0 |       | 2 – 1 | 5 – 3 | 1 – 1 | 2 – 2 | 3 – 2 | 4 – 3 | 4 – 0 |
| RBC                | 0 – 1 | 2 – 1 | 4 – 0 | 2 – 2 | 6 – 1 | 1 – 2 | 3 – 1 | 1 – 0 | 2 – 3 | 2 – 3 | 1 – 1 | 2 – 2 | 1 – 1 |       | 4 – 4 | 2 – 2 | 2 – 0 | 0 – 0 | 5 – 1 | 2 – 2 |
| Telstar            | 1 – 1 | 0 – 3 | 0 – 0 | 4 – 1 | 0 – 1 | 2 – 2 | 3 – 1 | 0 – 2 | 1 – 3 | 4 – 1 | 0 – 4 | 3 – 3 | 1 – 2 | 1 – 1 |       | 2 – 0 | 2 – 0 | 2 – 0 | 2 – 3 | 0 – 0 |
| BV Veendam         | 1 – 1 | 2 – 2 | 2 – 3 | 4 – 2 | 2 – 3 | 1 – 1 | 1 – 2 | 0 – 0 | 0 – 4 | 1 – 1 | 1 – 1 | 1 – 3 | 1 – 3 | 0 – 3 | 1 – 1 |       | 5 – 1 | 0 – 2 | 3 – 1 | 0 – 0 |
| VC Vlissingen      | 0 – 0 | 1 – 0 | 0 – 0 | 0 – 3 | 2 – 4 | 0 – 2 | 0 – 3 | 2 – 2 | 0 – 4 | 2 – 0 | 1 – 4 | 0 – 2 | 0 – 4 | 2 – 0 | 2 – 1 | 3 – 2 |       | 0 – 3 | 5 – 2 | 0 – 3 |
| VVV                | 0 – 0 | 4 – 6 | 3 – 1 | 2 – 1 | 1 – 0 | 4 – 2 | 3 – 1 | 1 – 2 | 0 – 1 | 3 – 0 | 4 – 0 | 0 – 0 | 0 – 0 | 2 – 3 | 2 – 0 | 6 – 1 | 2 – 1 |       | 3 – 1 | 5 – 0 |
| FC Wageningen      | 3 – 3 | 0 – 1 | 6 – 1 | 0 – 3 | 0 – 0 | 2 – 3 | 4 – 2 | 4 – 1 | 1 – 3 | 3 – 0 | 3 – 0 | 0 – 2 | 4 – 4 | 0 – 0 | 0 – 1 | 1 – 1 | 6 – 2 | 0 – 1 |       | 2 – 1 |
| FC Zwolle          | 0 – 0 | 1 – 1 | 1 – 0 | 2 – 2 | 0 – 1 | 5 – 0 | 0 – 2 | 2 – 1 | 0 – 1 | 2 – 0 | 1 – 1 | 0 – 4 | 1 – 1 | 2 – 1 | 1 – 0 | 1 – 2 | 0 – 0 | 1 – 2 | 1 – 1 |       |

## Statistieken

### Topscorers
| #  | Naam                 | Club          | Goal |
| -- | -------------------- | ------------- | ---- |
| 1. | Ton Cornelissen      | NAC           | 35   |
| 2. | Peter Hofstede       | De Graafschap | 31   |
| 3. | Pierre van Hooijdonk | RBC           | 27   |
| 4. | Michel van Oostrum   | Emmen         | 24   |
| 5. | Jack de Gier         | BVV Den Bosch | 23   |
| 6. | Klaas Vink           | FC Wageningen | 21   |
| 7. | Jurrie Koolhof       | De Graafschap | 20   |
|    | Rini van Roon        | Haarlem       | 20   |
| 9. | Richard Custers      | Eindhoven     | 19   |
|    | Jeroen Boere         | VVV           | 19   |

## Nacompetitie

### Groep A

#### Eindstand
| pos | club      | gs | w | g | v | pnt | dv | dt | ds |
| --- | --------- | -- | - | - | - | --- | -- | -- | -- |
| 1.  | NAC       | 4  | 2 | 2 | 0 | 6   | 8  | 3  | 5  |
| 2.  | FC Zwolle | 4  | 1 | 2 | 1 | 4   | 5  | 6  | -1 |
| 3.  | AZ        | 4  | 0 | 2 | 2 | 2   | 5  | 9  | -4 |

#### Legenda
| Kleur | Kwalificatie voor                          |
| ----- | ------------------------------------------ |
|       | Play-offs voor promotie naar de Eredivisie |

#### Uitslagen
|           | AZ    | NAC   | ZWO   |
| --------- | ----- | ----- | ----- |
| AZ        |       | 1 – 1 | 1 – 2 |
| NAC       | 4 – 1 |       | 2 – 0 |
| FC Zwolle | 2 – 2 | 1 – 1 |       |

### Groep B

#### Eindstand
| pos | club          | gs | w | g | v | pnt | dv | dt | ds |
| --- | ------------- | -- | - | - | - | --- | -- | -- | -- |
| 1.  | VVV           | 4  | 2 | 2 | 0 | 6   | 6  | 3  | 3  |
| 2.  | Eindhoven     | 4  | 1 | 1 | 2 | 3   | 5  | 6  | -1 |
| 3.  | Dordrecht '90 | 4  | 1 | 1 | 2 | 3   | 4  | 6  | -2 |

#### Legenda
| Kleur | Kwalificatie voor                          |
| ----- | ------------------------------------------ |
|       | Play-offs voor promotie naar de Eredivisie |

#### Uitslagen
|               | D90   | EVV   | VVV   |
| ------------- | ----- | ----- | ----- |
| Dordrecht '90 |       | 3 – 1 | 1 – 1 |
| Eindhoven     | 2 – 0 |       | 1 – 2 |
| VVV           | 2 – 0 | 1 – 1 |       |

### Finale
| Team 1 | Tot.      | Team 2 | 1e wedstr. | 2e wedstr. |
| ------ | --------- | ------ | ---------- | ---------- |
| VVV    | 2 – 2 (u) | NAC    | 1 – 0      | 1 – 2      |

### Promotie/degradatie wedstrijd
Wedstrijd tussen de nummer 16 van de eredivisie en de verliezend finalist van de nacompetitie.
| Team 1 | Tot.  | Team 2 | 1e wedstr. | 2e wedstr. |
| ------ | ----- | ------ | ---------- | ---------- |
| NAC    | 1 – 5 | SVV    | 1 – 4      | 1 – 1      |

AZ ·
BVV Den Bosch ·
SC Cambuur ·
Dordrecht '90 ·
Eindhoven ·
Emmen ·
Excelsior ·
Go Ahead Eagles ·
De Graafschap ·
Haarlem ·
Helmond Sport ·
Heracles '74 ·
NAC ·
RBC ·
Telstar ·
BV Veendam ·
VC Vlissingen ·
VVV ·
FC Wageningen ·
FC Zwolle
Eerste klasse

1955/56

Eerste divisie

1956/57 · 1957/58 · 1958/59 · 1959/60 · 1960/61 · 1961/62 · 1962/63 · 1963/64 · 1964/65 · 1965/66 · 1966/67 · 1967/68 · 1968/69 · 1969/70 · 1970/71 · 1971/72 · 1972/73 · 1973/74 · 1974/75 · 1975/76 · 1976/77 · 1977/78 · 1978/79 · 1979/80 · 1980/81 · 1981/82 · 1982/83 · 1983/84 · 1984/85 · 1985/86 · 1986/87 · 1987/88 · 1988/89 · 1989/90 · 1990/91 · 1991/92 · 1992/93 · 1993/94 · 1994/95 · 1995/96 · 1996/97 · 1997/98 · 1998/99 · 1999/00 · 2000/01 · 2001/02 · 2002/03 · 2003/04 · 2004/05 · 2005/06 · 2006/07 · 2007/08 · 2008/09 · 2009/10 · 2010/11 · 2011/12 · 2012/13 · 2013/14 · 2014/15 · 2015/16 · 2016/17 · 2017/18 · 2018/19 · 2019/20 · 2020/21 · 2021/22 · 2022/23 · 2023/24 · 2024/25

Eredivisie · Eerste divisie · Johan Cruijff Schaal · KNVB Beker · Play-offs